# مارينا بوبلفسكايا
مارينا بوبلافسكايا (بالروسية: Поплавская, Марина)‏ Marina Poplavskaya (ولدت في سبتمبر 1977) مغنية سوبرانو أوبرالية روسية.
ولدت في موسكو ودرست في معهد إيبوليتوف إيفانوف الموسيقى الحكومي.
غنت في كورس الأطفال في مسرح البولشوي في سن العاشرة. وصارت مغنية منفردة في مسرح أوبرا نوفايا في موسكو، حيث عملت من 1996 إلى 1998.